# آیتوو
آیتوو (انگلیسی: Aitovo) یک شهرک در شهرستان بیژبولیاکسکی باشقیرستان کشور روسیه است.